# 珠被

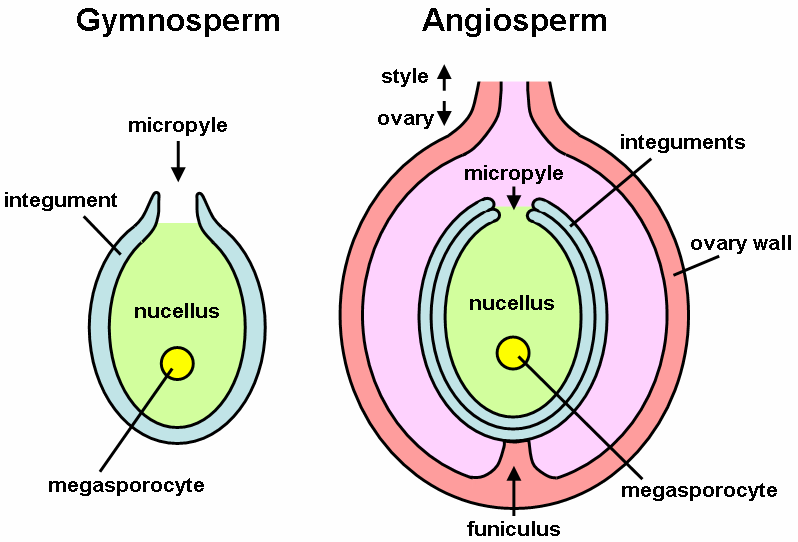
裸子植物（左）與被子植物（右）的胚珠與內部構造，其中被子植物在珠被外還有子房包覆

珠被（integuments）是種子植物胚珠的一部分，顧名思義就是胚珠的被層。在植物受精之後就會開始進行細胞分裂，最後會成為種子的種皮。

## 結構
胚珠由珠心、合點（chalaza）、珠被與珠柄（funicule）構成，其中珠被是在珠心外側的一至二層組織。某些植物只有一層珠被，某些則有內珠被與外珠被兩層珠被，外珠被通常較厚，並可能具有氣孔、葉綠體與石細胞等構造。
其中有些內珠被在發育成種子後大多因為提供養分而消失，故只有外珠被形成種皮。有些植物則為一層珠被，有時也有沒有珠被的胚胎出現。。珠被在前端留有一孔，稱為珠孔（micropyle），即花粉管穿透進入胚珠之處。而珠被的基部與珠柄相連，連接處即是合點。珠柄將雌配子體附著於子房內的胎產（placenta），維管束由子房經珠柄而止於合點，負責養分、水分之供給。而珠被並沒有完全將珠心包圍起來，如上方圖示，有缺口的部分即為珠孔。

## 分化及演化價值
珠被、合點、珠柄、以及珠脊（珠柄和珠被相連處）在演化學及植物分類學上有很大的應用價值，那是因為這些組織都是直接由母體的細胞分裂而來，不帶有花粉所帶來的父本基因。珠被、合點、珠柄、以及珠脊在種子發育後都會併入種皮組織的一部分，它們在受精後即開始進行細胞分裂，發育成種皮的過程中細胞增大、分裂與分化的情形在各科植物中有所不同，是植物科的特徵。

## 功用
種皮可分化出各種細胞，有些可以分化成單寧細胞，有保護種子的功用，避免昆蟲、草食動物、微生物的侵害，也可能與種子硬實、休眠有關；有的也可以分化成粘液細胞（mucilage cell），遇到水立刻分泌黏液保護內部。另外種皮細胞也有可能分化成管胞、木栓、纖維等其他細胞。

## 分類
Corner（1976）將雙子葉植物種皮依厚壁組織的分布分為以下幾種：
- 外表種皮型（exo-testal）：此種種子的厚壁細胞位於外珠被的外皮層。豆科即為代表。
- 中表種皮型（meso-testal）：此種種子的厚壁細胞位於外珠被的中皮層。金縷梅科與薔薇科為代表。
- 內表種皮型（endo-testal）：此種種子的厚壁細胞位於外珠被的內皮層。肉豆蔻科即為代表。十字花科也屬於這一種類型，但其厚壁細胞有一面沒有加厚，也就是厚壁細胞層呈U字型。
- 外裏種皮型（exo-tegmic）：厚壁細胞是由內珠被的外皮層發育成的。代表為亞麻科、大戟科。
- 中裏種皮型（meso-tegmic）：由內珠被的中皮層發育成厚壁細胞者。例子甚少，金粟蘭科為少數代表之一。
- 內裏種皮型（endo-tegmic）：由內珠被的內皮層發育成厚壁細胞者。胡椒科為代表。
- 種皮不分化者：種皮中沒有厚壁細胞形成，常見於閉果與核果的種子，如槭樹科、槭樹科等。其他科的植物也偶爾會出現種皮不分化者[6]。

## 附屬構造
種皮表面可能具有毛、翅、種阜等衍生構造以幫助種子的傳播，木瓜、蘇鐵等植物的種子種皮有肉質構造（sarcotesta），可防止動物吃下後被堅硬的外表所傷。假種皮則是由珠柄或種臍長出，進而覆蓋種子，龍眼與荔枝的食用部位即為假種皮。